# Ritter Dutschmann

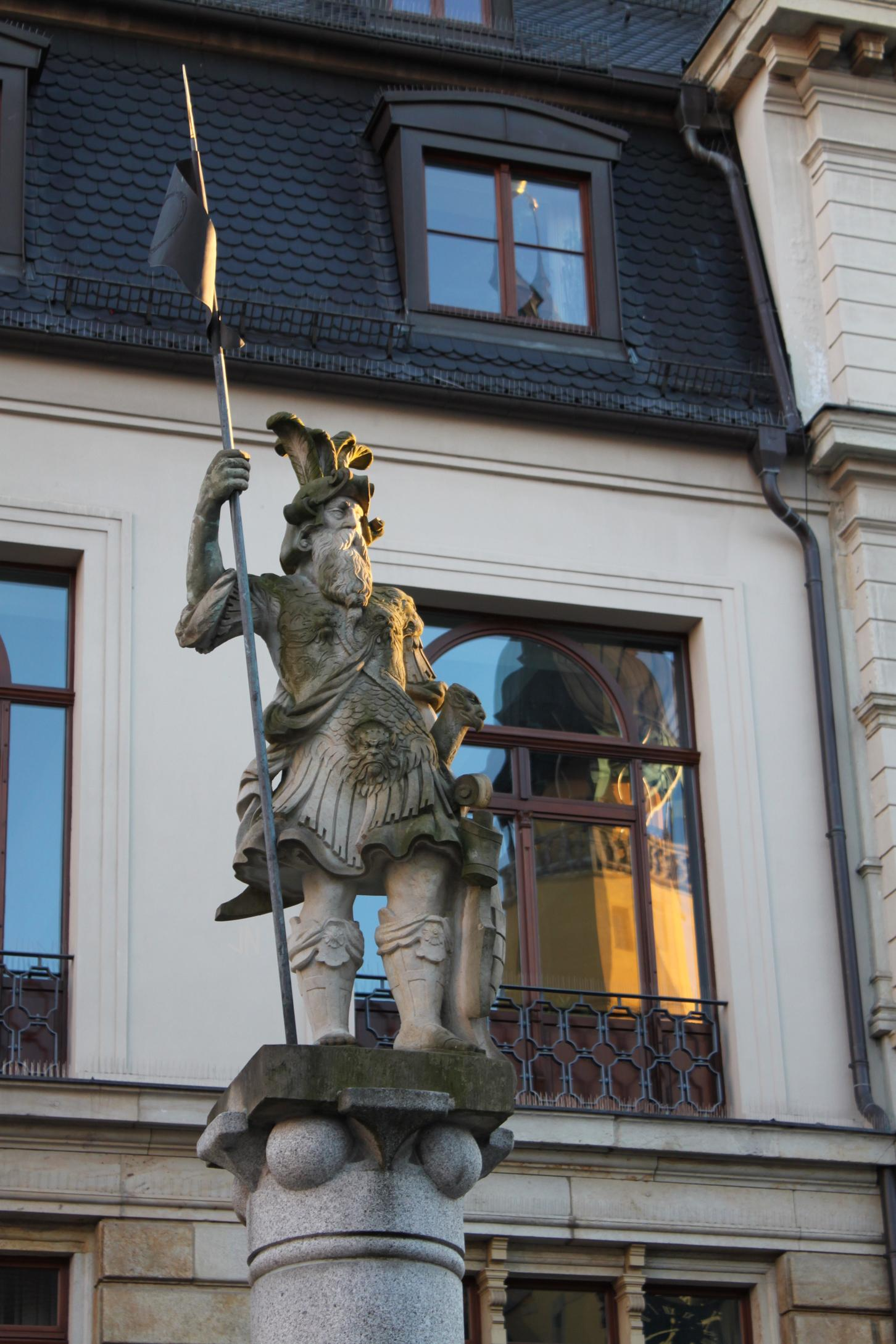
Ritter Dutschmann

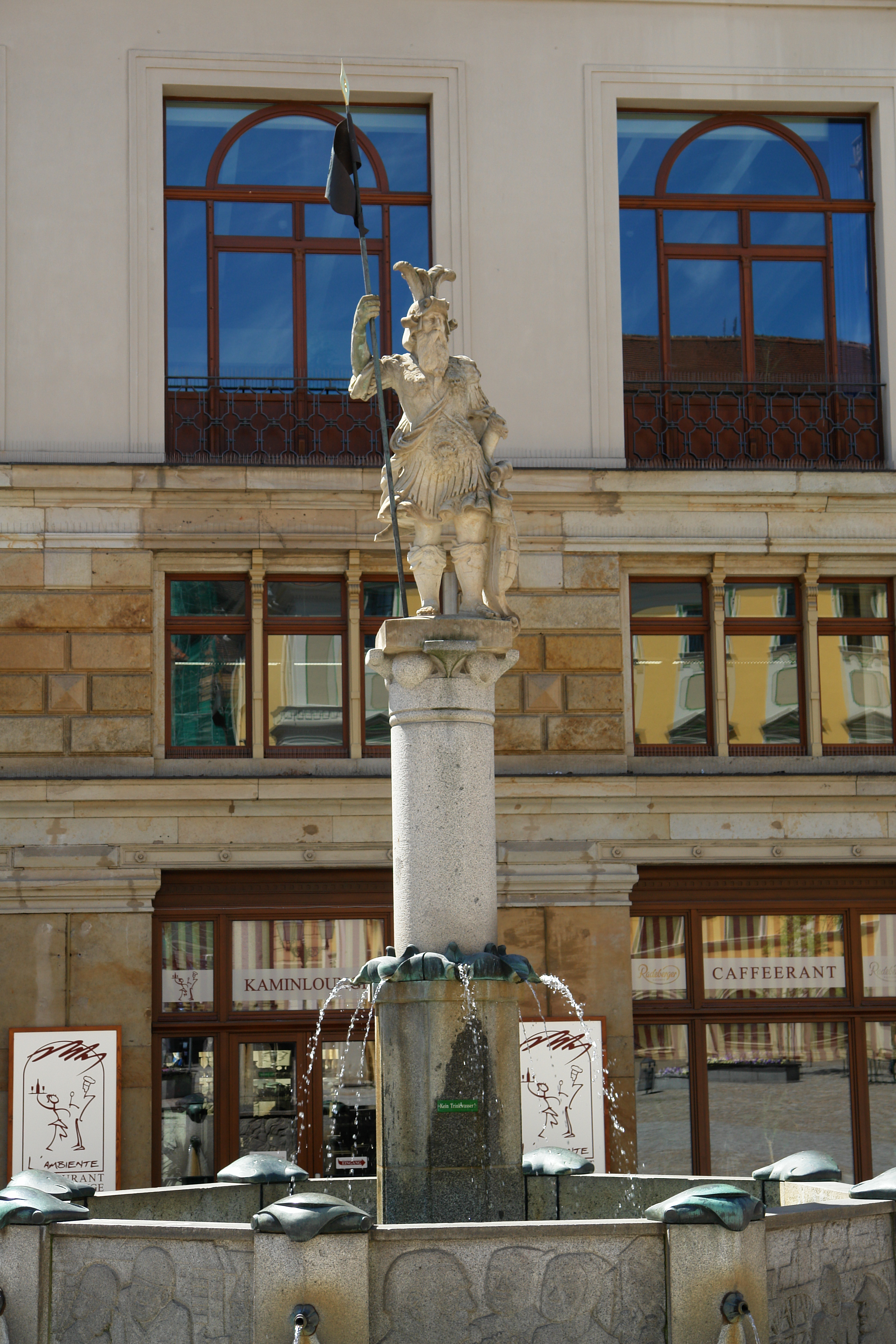
Der Brunnen mit der Statue

Der Ritter Dutschmann ist eine markante Statue auf einem Brunnen, der auf dem Hauptmarkt zwischen dem Rathaus und dem Gewandhaus von Bautzen steht. 

## Beschreibung
Die Statue ist aus Stein gefertigt und steht auf einem stabilen säulenartigen Sockel, der ebenfalls aus Stein gefertigt ist. Dieser Sockel erhebt die Figur über den Betrachter, was ihre Bedeutung und ihren Symbolwert unterstreicht. Die Figur steht in einer stolzen und imposanten Haltung, die Würde und Autorität ausstrahlt. Sie hält eine Art Speer mit Fahne mit der rechten Hand, was ein Symbol für Führung und Sieg sein könnte. In der linken Hand hält sie einen Schild, der das Budissiner Stadtwappen zeigt. Die Statue ist in eine detailreiche Rüstung gekleidet, die typisch für Ritterfiguren ist. Die Rüstung umfasst ein Brustpanzer mit kunstvollen Verzierungen, einen Helm mit auffälligen Federbusch und Beinschienen. Diese Ausrüstung verleiht der Statue ein beeindruckendes und kriegerisches Aussehen.

## Baugeschichte
Die Statue ist das Werk des Dresdner Bildhauers Christoph Walther II und stammt damit aus dem 16. Jahrhundert. Ursprünglich befand sich die Statue bis 1855 auf einem anderen Brunnen an gleicher Stelle. Dieser alte Brunnen wurde jedoch als „Verkehrshindernis“ abgerissen. Erst 1985 wurde der Brunnen wieder aufgebaut. Zwischenzeitlich fand die Statue ab 1864 einen Platz auf einem Sockel an der Südfassade des Rathauses.

## Bedeutung
Der „Ritter Dutschmann“ ist wahrscheinlich eine Art Bautzener Roland. Rolandstatuen waren im Mittelalter Symbole für Stadtrechte und die Freiheit der Stadtbewohner.
Eine alte Sage berichtet von einem wendischen Fürsten namens Dutschmann, der als herausragender Reitkünstler bekannt war. Der Legende nach soll er mit seinem schwarzen Hengst über diverse Hindernisse gesprungen sein und prahlte eines Tages in einem Wirtshaus (Kretscham) in Bautzen mit seinen Fähigkeiten gegenüber anderen Reitern. Aufgrund des Unglaubens und Spotts seiner Zuhörer kündigte Dutschmann an, am nächsten Morgen über den Brunnen auf dem Marktplatz von Bautzen zu springen. Am besagten Morgen versammelten sich zahlreiche Deutsche und Wenden, um das Spektakel zu beobachten. Beim ersten Versuch scheute sein Pferd am Brunnen, was ihm den Hohn der Zuschauer einbrachte. Beim zweiten Versuch gelang ihm jedoch ein gewaltiger Sprung. Die Zuschauer waren beeindruckt, doch Dutschmann verschwand plötzlich. Die Meinungen darüber, ob der Sprung erfolgreich war, gingen auseinander: Einige behaupteten, er sei in den Tiefen des Brunnens verschwunden und ertrunken, während andere sagten, er sei mit seinem Pferd bis in die nächste Gasse gesprungen. Aufgrund dieses Ereignisses errichteten die Bewohner von Bautzen ihm ein Denkmal am Brunnen.
Der Name Dutschmann soll sich, gemäß anderen sagenhaften Berichten, vom sächsischen Wort „Ditschen“ ableiten, das so viel wie „Eintauchen“ (hier: in den Brunnen) bedeutet.
Andere Quellen sprechen von einem römischen Krieger oder von dem Helden namens Roland, der zur Zeit Karls des Großen die Heiden und Wenden siegreich bekämpfte.